# Qarah Bolāgh-e Khān
Qarah Bolāgh-e Khān (persiska: قَرِه بُلاغِ خان, قَرِه بُلاغ, قَرِه بُلاغ خان, قَرَه بُلاغ, غَرِه بُلَغ خَن, قره بلاغ خان, Qareh Bolāgh-e Khān) är en ort i Iran.   Den ligger i provinsen Kurdistan, i den nordvästra delen av landet, 300 km väster om huvudstaden Teheran. Qarah Bolāgh-e Khān ligger 1 920 meter över havet och antalet invånare är 250.
Terrängen runt Qarah Bolāgh-e Khān är kuperad åt nordväst, men åt sydost är den platt. Runt Qarah Bolāgh-e Khān är det ganska tätbefolkat, med 58 invånare per kvadratkilometer. Närmaste större samhälle är Serīshābād, 18,9 km sydväst om Qarah Bolāgh-e Khān. Trakten runt Qarah Bolāgh-e Khān består i huvudsak av gräsmarker.